# Михайлівська гора
Михайлівська гора, або Михайлова гора (також відома як Хрещатицька або Олександрівська гора) — історична місцевість Старого Києва: узгір'я у Шевченківському районі, південна частина Старокиївської гори.

## Географія

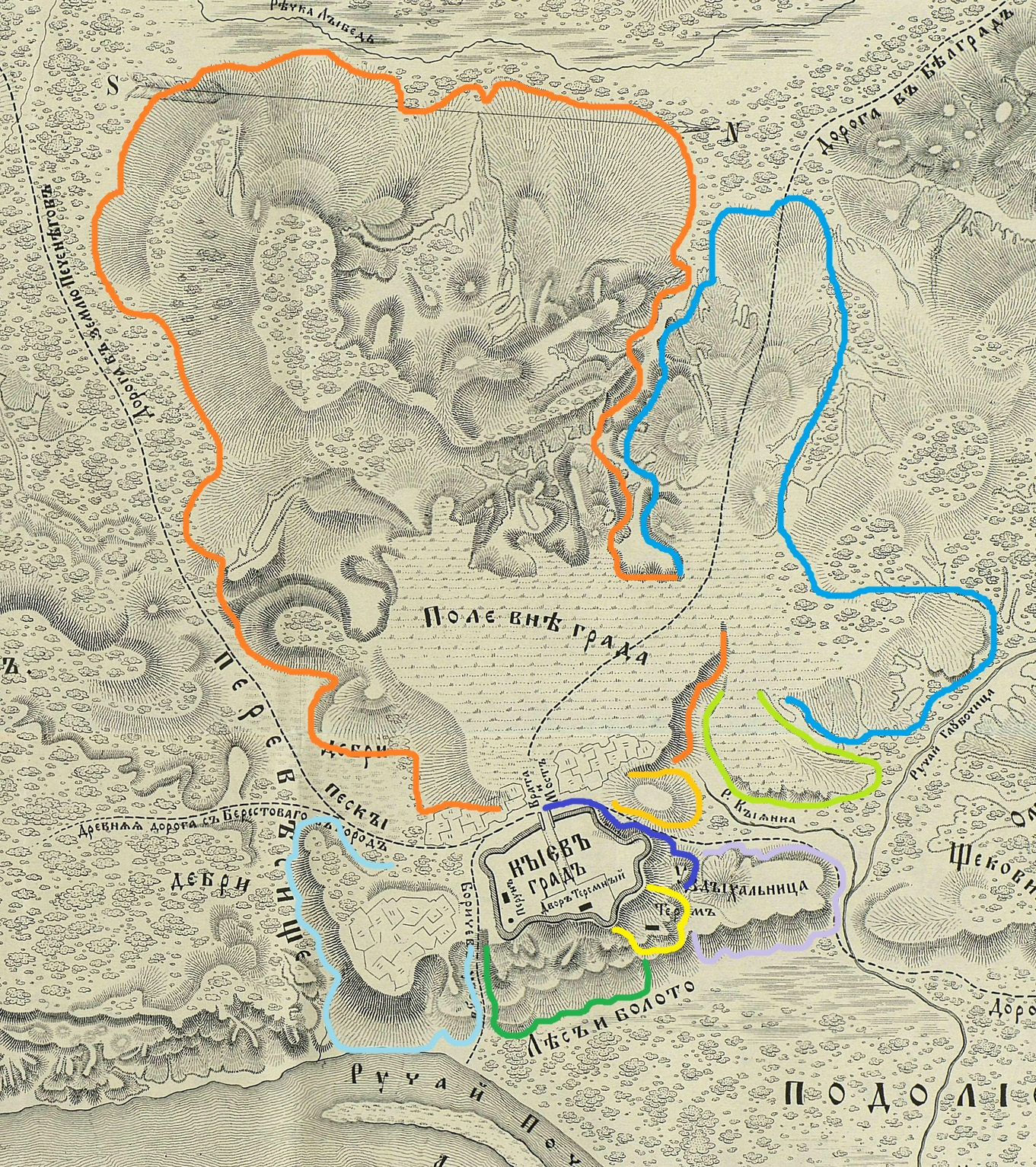
Михайлівська гора; Старокиївське плато; Старокиївська гора; Андріївська гора; Уздихальниця; Дитинка; Кудрявець; Волова гора; Замкова гора.

Розташована між Володимирським узвозом, вулицею Хрещатик, майданом Незалежності, в середині забудови між Михайлівською і Трьохсвятительською вулицями.
Прилягає до таких місцевостей, як Євсейкова долина, Козине болото, Поділ.
Михайлівською горою пролягає Боричів узвіз, а південний її схил є частиною історичного Перевісища.

## Історія
Назва «Михайлівська гора» відома приблизно з ХІ століття опісля побудови на ній Михайлівського Золотоверхого собору. У давні часи належала монастирю і була вкрита виноградником. Коли гора відійшла у власність до міста, тут заклали сад. У нижній частині по схилу гори у XVIII ст. було прорізано шлях із Печерська на Поділ. У 1853 році на горі був установлений пам'ятник князеві Володимиру.
Унаслідок руйнування собору (1936), назва почала поступово виходити з ужитку киян, і її замінила назва «Володимирська гірка» — парк, закладений на східному схилі гори у середині ХІХ століття.
Після відбудови на місті собору Михайлівського монастиря (що відбулося у 1997—1999 роках) — місцевість знову почали називати «Михайлівською горою».
Від цього топоніма отримали назви Михайлівська вулиця, провулок і площа, а також фунікулер, який у перші роки свого існування мав назву «Михайлівський механічний підйом».

## Інші назви
Упродовж ХІХ століття Михайлівська гора згадувалась також і як Олександрівська гора (від Олександрівської вулиці, що оповивала її зі сходу; тепер — Володимирський узвіз і вулиця Петра Сагайдачного). Також інколи використовувалась назва Хрещатицька гора — від урочища Хрещатик (воно же Хрещатицький яр) над яким розташована Михайлівська гора.